# پپرمیا پلوسیدا
پپرمیا پلوسیدا (نام علمی: Peperomia pellucida) نام یک گونه از سرده قاشقی است.